# Jan Michiel Ruyten
Jan Michiel Ruyten of Jan Ruyten (Antwerpen, 9 april 1813 – Antwerpen, 12 november 1881) was een Belgische schilder, tekenaar en graveur die bekend staat om zijn stadsbeelden, en zijn landschappen met figuren.

## Leven
Jan Michiel Ruyten werd in Antwerpen geboren, waar hij zijn eerste artistieke opleiding kreeg van Ignatius Josephus van Regemorter. In eerste instantie schilderde hij landschappen en genreschilderijen, hij ontwikkelde zich vervolgens naar stadsschilderijen. Vanaf jonge leeftijd begon hij zijn werken voor te stellen op de galerijen in Gent, Brussel en Antwerpen.
Ruyten werd in 1840 lid van de Antwerpse Academie. De marine- en stadsschilder Hendrik Frans Schaefels werkte tussen 1842 en 1844 als assistent van Ruyten.
Ruyten vertrok vanuit België, tijdens de jaren 1840's, naar Nederland. Het is bekend dat hij in 1845 een schilderij tijdens een tentoonstelling in Den Haag heeft tentoongesteld. Hij heeft vermoedelijk tot 1870 in Den Haag gewoond en gewerkt. In Nederland leerde hij het werk van Andreas Schelfhout en de leerling van deze kunstenaar, Wijnand Nuijen kennen, die een grote invloed had op zijn onderwerpen.
Tot Ruytens leerlingen behoren Florent Crabeels, Alexander Josephus Thomas Wittevronghel en Henri François Schaefels.
Ruyten schilderde met olieverf maar ook met waterverf. Ruyten was een van de eerste artiesten die gebruik maakte van een recent uitgevonden medium, de fotografie.

### Bekende werken

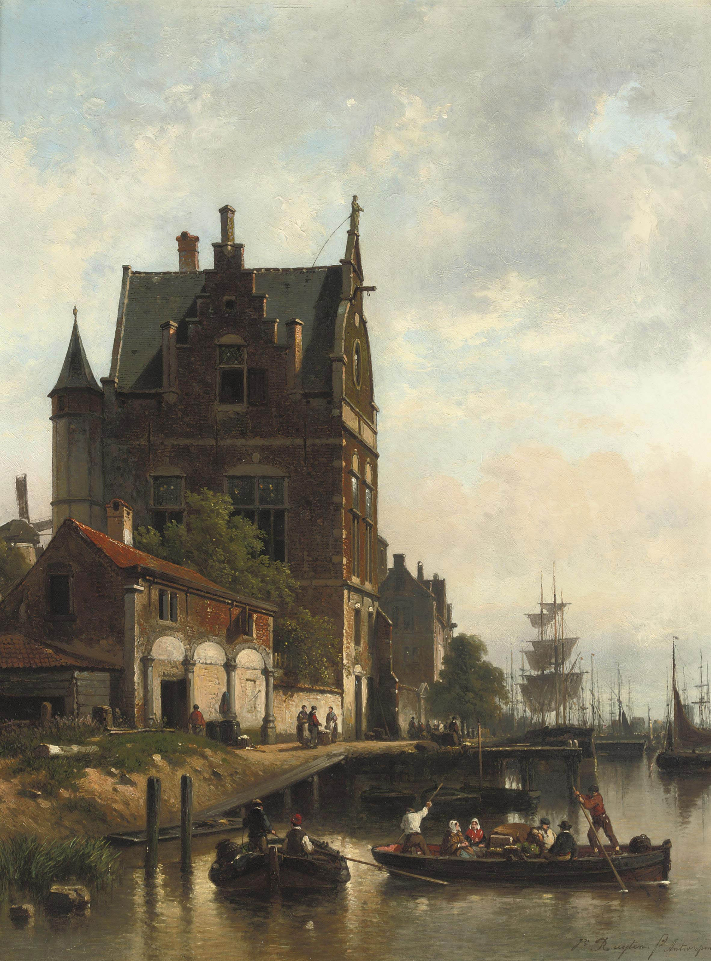
Een zicht op de kade van de Schelde met de loods, Antwerpen
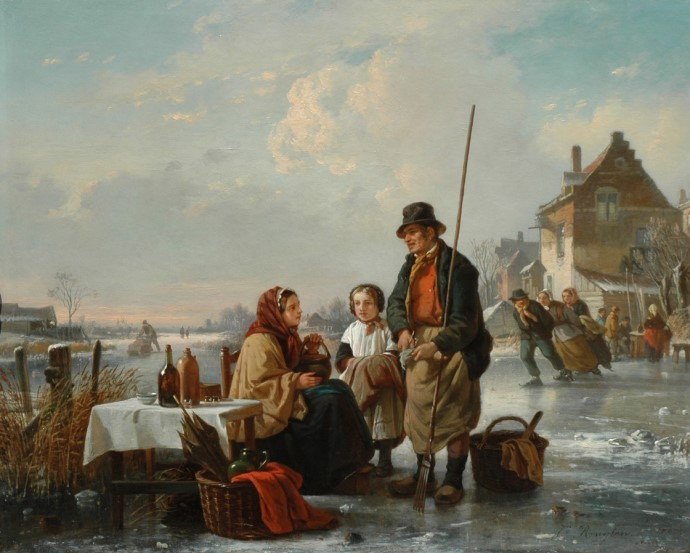
Koek-en-zopie verkoper
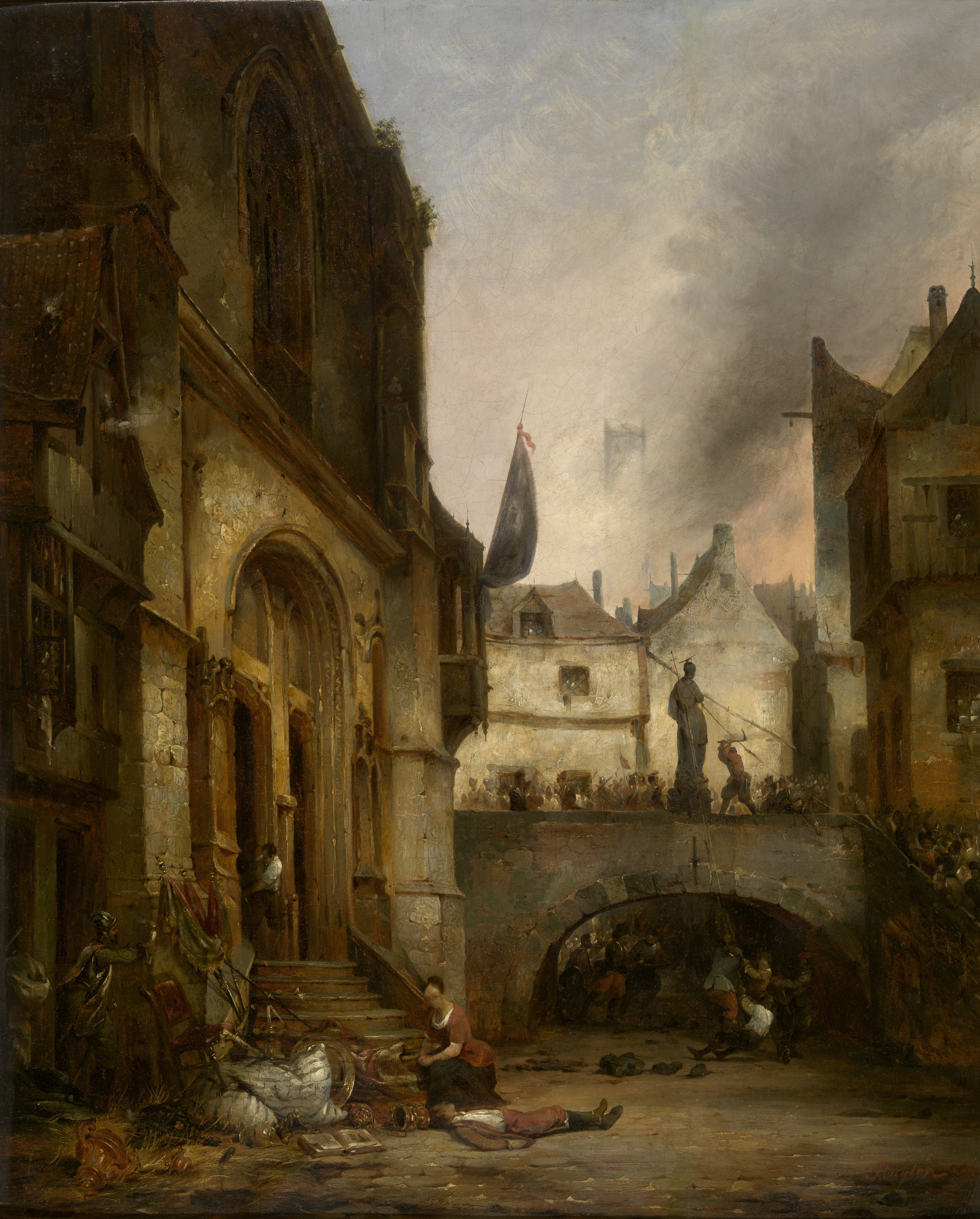
De iconoclasten
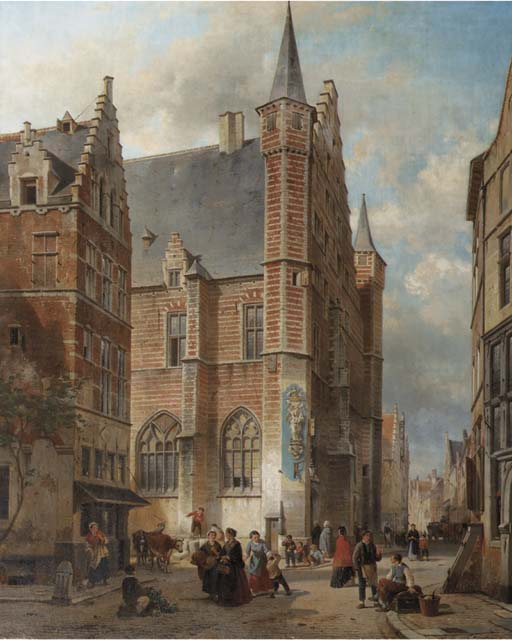
Stadsleven rond de Vleeshal, Antwerpen
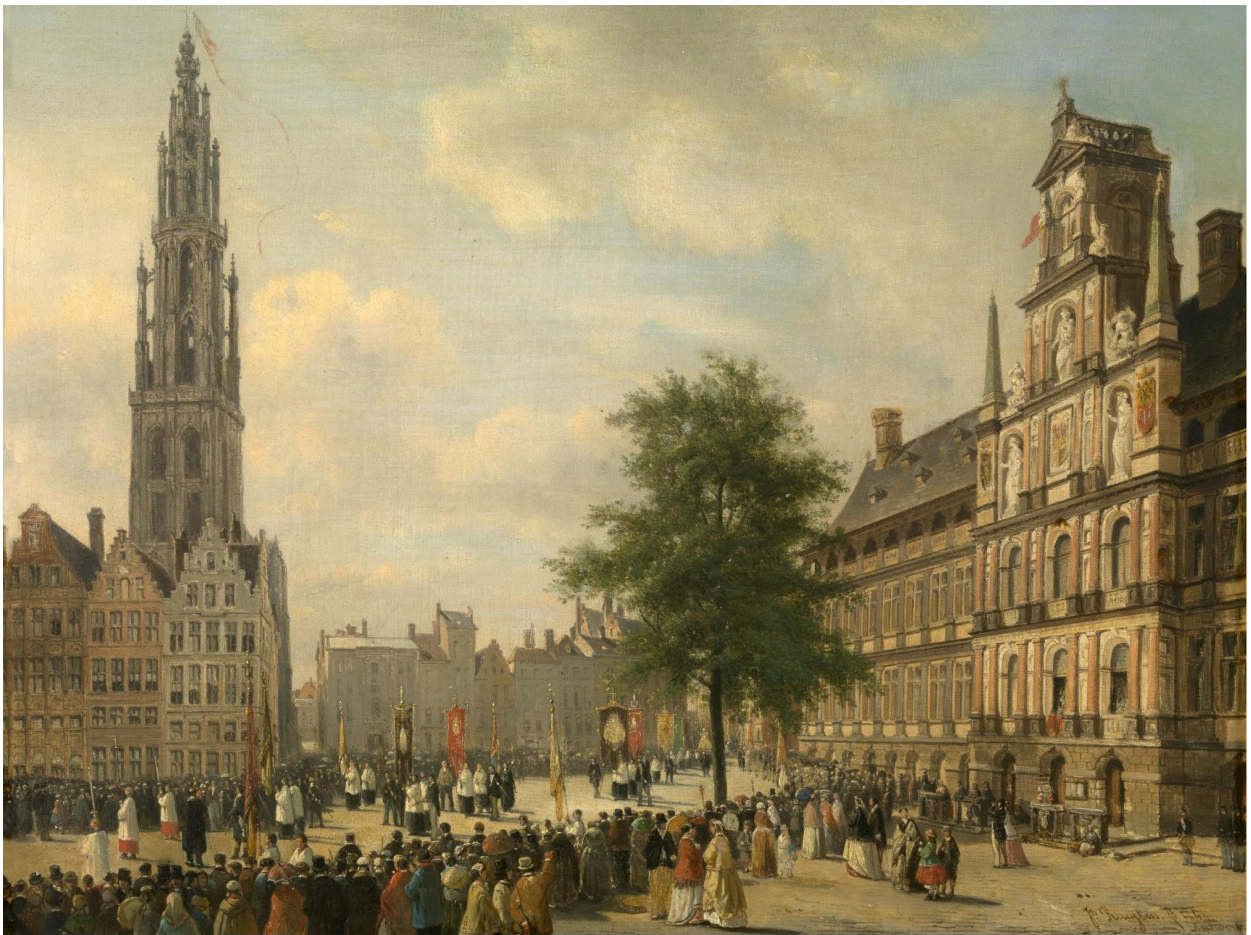
Processie op de Grote Markt van Antwerpen

- Gemeinsame Normdatei: 1194316581
- RKD-Nederlands Instituut voor Kunstgeschiedenis: 69069
- Union List of Artist Names: 500028122
- Virtual International Authority File: 95855205
- WorldCat: E39PBJqW3Cw6846yPTkXM9FxjC